# Centraal register voor huwelijksovereenkomsten
Het centraal register voor huwelijksovereenkomsten (CRH; Frans: Registre central des conventions matrimoniales) is een Belgisch register waarin de notariële akten en vonnissen en arresten met betrekking tot het relatievermogensrecht worden geregistreerd. Het CRH wordt geregeld door de artikelen 2.3.82 tot 2.3.88 van het Burgerlijk Wetboek en door het koninklijk besluit van 23 juni 2022.

## Omschrijving

### Doeleinden
Het centraal register voor huwelijksovereenkomsten heeft twee doelen (art. 2.3.82 BW). Enerzijds dient het CRH om huwelijksovereenkomsten tegenwerpelijk te maken aan derden en om derden de mogelijkheid te geven om informatie over de huwelijksovereenkomsten van gehuwde personen te raadplegen. Anderzijds dient het CRH om, binnen de grenzen van de AVG, in het algemeen belang de geregistreerde gegevens te verwerken, bijvoorbeeld voor statistische en wetenschappelijke doeleinden.

### Inhoud
Volgende akten worden geregistreerd in het CRH (art. 2.3.83, §1 BW):
- huwelijksovereenkomsten;
- verklaringen van anticipatieve inbreng;
- samenlevingscontracten van wettelijk samenwonenden;
- vorderingen tot gerechtelijke scheiding van goederen;
- vonnissen en arresten die de gerechtelijke scheiding van goederen uitspreken;
- vonnissen en arresten omtrent de ontneming van de bestuursbevoegdheid van het gemeenschappelijk vermogen;
- de vonnissen en arresten die uitspraak doen over de geldigheid, de toepassing of de interpretatie van een huwelijksovereenkomst.

De verplichting om over te gaan tot inschrijving berust op de notaris en op de griffier (art. 2.3.83, §2 en §3 BW). Zij moeten de akte dan wel het vonnis of het arrest inschrijven binnen de 15 dagen na hun opmaak (art. 4 KB 23 juni 2022). Het CRH is een authentieke bron voor alle gegevens die erin zijn opgenomen (art. 2.3.84, §2 BW).

### Bewaring en raadpleging
De verwerkingsverantwoordelijke voor de gegevens opgenomen in het CRH is de Koninklijke Federatie van het Belgisch Notariaat (art. 2.3.86, §1 BW). De gegevens in het CRH moeten worden bewaard tot 30 jaar na het overlijden van de persoon op wie ze betrekking hebben (art. 2.3.87, eerste lid BW).
Het CRH kan worden geraadpleegd door de notarissen, de openbare overheden, de partijen zelf en door eenieder die een actueel en rechtmatig belang kan aantonen (art. 2.3.88, §1 BW). Iedereen die de gegevens in het CRH verzamelt, verwerkt of mededeelt, moet de vertrouwelijkheid van deze gegevens respecteren en valt onder het beroepsgeheim (art. 2.3.88, §2 BW, samen gelezen met art. 458 Sw.).